# Tomba Ildebranda

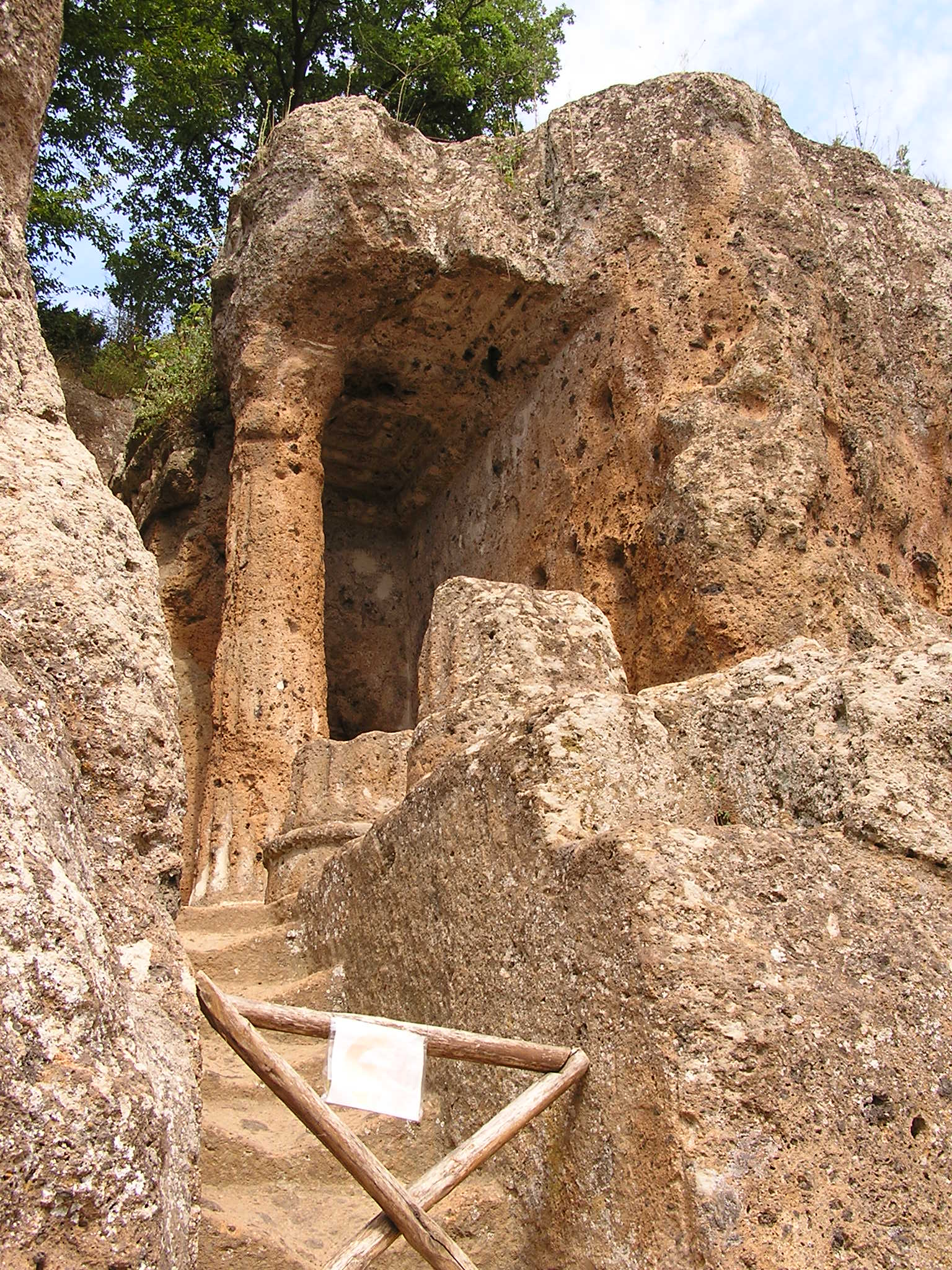
Une des deux colonnes à chapiteau figuré.

La Tomba Ildebranda est une des tombes étrusques du site du parc archéologique de  Sovana, l'Area archeologica di Sovana, situé en province de Grosseto.

## Histoire
Découverte par le Britannique George Dennis lors de son « voyage en Étrurie » en  1843 et qu'il nomme Tomba Pola, est renommée ensuite  par Gino Rosi, pendant ses fouilles de 1925, pour commémorer  Ildebrando da Sovana (XIe siècle), devenu pape sous le nom de  Grégoire VII.

## Description
La Tomba Ildebranda, dans son ensemble, est composé d'un grand mausolée, adossé à une paroi de tuf d'une colline de Poggio Felceto, très caractéristique des monuments funéraires (période hellénistique) de l'Étrurie méridionale. La tombe à chambre date probablement du IVe siècle av. J.-C. et les structures du temple d'allure grecque des IIIe – IIe siècle av. J.-C..
Taillée entièrement dans le tuf, elle est constituée d'un haut podium monumental qui présente une façade à colonnes à chapiteaux figurés agrémentée de deux escaliers latéraux, dont l'ensemble, dû à la friabilité de la roche et à son ancienneté, est très érodé et dont les figures sculptées sont incertaines.
Un dromos permet l'accès à la tombe souterraine qui comprend une banquette taillée dans la roche.